# 递归数据类型
在计算机编程语言中，递归类型（又名：递归定義、隱含類型或隱含定義）是一种特殊的数据类型，它表示自身内部可能包含其它的同样类型的值。

## 範例
以下是一個在Haskell中使用链表类型的一个列子：
```
data
 
List
 
a
 
=
 
Nil
 
|
 
Cons
 
a
 
(
List
 
a
)

```

这表示a的链表s可以是一个空表或一个cons单元包含了一个'a'（链表的“头”）和另一个链表（“尾”）。
递归不允许在Miranda语言中和Haskell的同义类型中出现，所以以下的Haskell类型是非法的：
```
type
 
Bad
 
=
 
(
Int
,
 
Bad
)

type
 
Evil
 
=
 
Bool
 
->
 
Evil

```

相反地，表面上是相等的代数数据类型却是可以的：
```
data
 
Good
 
=
 
Pair
 
Int
 
Good

data
 
Fine
 
=
 
Fun
 
(
Bool
->
Fine
)

```

本條目部分或全部内容出自以GFDL授權發佈的《自由線上電腦詞典》（FOLDOC）。